# Trebicsino
Trebicsino (macedónul: Требичино) település Észak-Macedóniában, a Délkeleti körzetben, a Vaszilevói járásban.

## Népesség
| Lakosok száma | 286  | 297  | 274  | 201  | 81   | 35   | 26   | 19   |      |
|               | 1948 | 1953 | 1961 | 1971 | 1981 | 1991 | 1994 | 2002 | 2021 |

- 2002-ben 19 lakosa volt, akik mindannyian macedónok.